# Черва
Черва (італ. Cerva, сиц. Cerva) — муніципалітет в Італії, у регіоні Калабрія, провінція Катандзаро.
Черва розташована на відстані близько 490 км на південний схід від Рима, 19 км на північний схід від Катандзаро.
Населення — 1237 осіб (2014).
Щорічний фестиваль відбувається 8 вересня. Покровитель — Immacolata Concezione.

## Демографія
Населення за роками:

Станом на 1 січня 2023 року в муніципалітеті офіційно проживало 8 іноземців з 4 країн, серед них 4 громадяни країн Євросоюзу.

## Сусідні муніципалітети
- Андалі
- Белькастро
- Кропані
- Петрона
- Серсале